# Coupe de Chamonix
La Coupe de Chamonix a été une compétition internationale de hockey sur glace entre clubs européens.

## Palmarès
| Édition | Vainqueur           | Deuxième           |
| ------- | ------------------- | ------------------ |
| 1909    | Princes ICH Londres | CP Paris           |
| 1910    | CP Paris            | Berlin SC          |
| 1911    | Canadiens d'Oxford  | Berlin SC          |
| 1912    | CP Paris            | Canadiens d'Oxford |
| 1913    | CP Paris            | Bruxelles IHSC     |
| 1914    | Princes ICH Londres | Berlin SC          |

La 3e édition du Championnat de la LIHG en 1914 porte également le nom de Coupe de Chamonix.